# Descurainia artemisioides
Descurainia artemisioides là một loài thực vật có hoa trong họ Cải. Loài này được Svent. mô tả khoa học đầu tiên năm 1953.